# Revisore etico
Il Revisore Etico è il revisore contabile che (dopo aver acquisito le necessarie conoscenze ed esperienze) è in grado di predisporre o asseverare i bilanci sociali, i bilanci di missione, i bilanci di sostenibilità e in genere ogni forma di rendicontazione etica di enti pubblici e privati.
Il Revisore Etico è in grado di esprimere un parere professionale sulla coerenza di tali comunicazioni con la realtà dell'ente e di contribuire al miglioramento della relazione dell'ente con i suoi portatori di interesse.
Il Revisore Etico può svolgere la sua attività anche a favore di istituzioni di finanza etica. 
Il Revisore Etico svolge la sua attività come singolo oppure congiuntamente con altri revisori etici e si pone in dialogo collaborativo con tutti gli altri professionisti e dirigenti dell'ente.
Per saperne di più, vai sul sito Revisori Etici.